# Рибасове
Риба́сове  — історична місцевість та колишне село, розташоване у центрально-східній частині Покровського району Кривого Рогу. Являє собою сектор приватної забудови.

## Історія
Виникло в середині 19 століття як власницьке село. Знаходилося в адміністративному підпорядкуванні Веселотернівської волості Верхньодніпровського повіту Катеринославської губернії. Спочатку називалася на ім'я власника села — Дмитрівка, потім Петрівка. Спочатку існування являло собою вулицю глинобитних будинків, мешканці яких працювали на панській землі.
З початком промислового видобутку залізняку Криворіжжя, більшість малоземельних селян почало працювати на рудниках Кривого Рогу — Олександрівському, Новоросійському, Ростковському, наймалися на будівництво Саксаганської гілки Катерининської залізниці. Саме тоді відбувається швидке зростання населення Рибасово. Згодом перетворилося на робоче селище копальні імені Кагановича.

## Характеристика
Історичний район та колишне село забудоване переважно приватним сектором в північно-східній частині Покровського району Кривого Рогу, розташований на лівому березі Кресівського водосховища річки Саксагань. На півдні Рибасово межує зі 129-м кварталом, на заході — зі Ставками, на північному заході — з Двадцятим, на півночі — з Шахтарським парком. Рибасове має 13 вулиць приватного сектору, де мешкає понад 14 000 осіб.

### Вулиці
- вул. Білостоцького
- Бузький пров.
- вул. Василя Жуковського
- вул. Верещагіна
- Гвардійська вул.
- вул. Грибоєдова
- Оболонівська вул.
- Прирічна вул.
- Рибасівська вул.
- Рибальська вул.
- Сибірська вул.
- Вузлова вул.
- Хорезмська вул.
- Оболонівська вул.

## Сучасність
Село перетворилося на гірниче селище. Має 13 вулиць, мешкає 14 тисяч осіб.